# 1136
Cette page concerne l'année 1136  du calendrier julien.
L'année 1136 est une année bissextile qui commence un mercredi.

## Événements
- Avril : Raymond de Poitiers arrive à Antioche où il épouse Constance, une enfant de huit ans, fille de Bohémond II d'Antioche et d’Alix, et devient prince d’Antioche[1].

- Les Hammadides repoussent avec succès une attaque des Génois contre Bougie[2].

- Malaisie : le roi hindou de Kedah Derba Rajah (ou Phra Ong Mahawangsa) se serait converti à l’islam. Il prend le titre de sultan et le nom de Muzaffar Shah (mort en 1179)[3].

### Europe

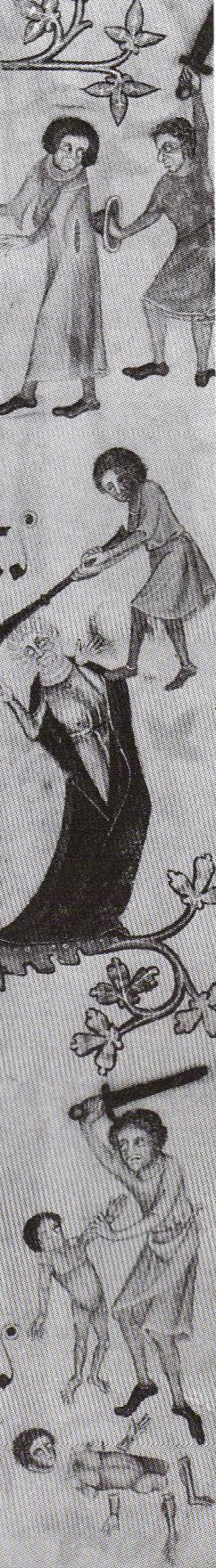
Atrocités commises par les Écossais en Angleterre dans les années 1136-1138

- Janvier : David Ier d’Écosse prend le parti de Mathilde l’Emperesse dans le conflit qui l’oppose à Étienne de Blois. Il envahit le nord de l’Angleterre[4].
- 5 février : Étienne de Blois atteint Durham avec une armée de mercenaires. David Ier d’Écosse doit parlementer et se retire après avoir signé un traité avec lui[5].
- 22 mars, révolte des barons en Angleterre. Les grands du royaume rendent hommage à Étienne de Blois à l’abbaye de Westminster[6]. Il leur concède une diminution du pouvoir des shérifs et le retour aux anciennes coutumes seigneuriales.
- 28 mai : Vsevolod Mstislavitch est chassé du pouvoir à Novgorod par décision du vietché, l’assemblée du peuple. Enfermé pendant deux mois dans le Kremlin, il est expulsé de la ville le 15 juillet[7]. Début de l’indépendance de la République de Novgorod.
- Juin : Robert de Craon devient Grand Maître des Templiers[8].
- 7 juillet : la bulle de Gniezno du pape Innocent II confirme l’indépendance de l’Église polonaise[9].
  - L’archevêque métropolitain de Gniezno, Jacques de Znina, défend la province ecclésiastique de Pologne contre les tentatives de mainmise de l’archevêque de Magdebourg. C’est un riche propriétaire terrien qui possède en 1136 149 villes et villages[10]. Il préside à une organisation ecclésiastique mise au point à la fin du XIIe siècle ; l’épiscopat est entièrement polonais et il ne subsiste que de rares évêques allemands ou flamands.
- 21 septembre : Geoffroy d’Anjou passe la Sarthe et envahit la Normandie[5].
- 29 septembre : Lisieux, assiégée par Geoffroy d’Anjou, est incendiée par les Bretons d’Alain de Dinan qui défendent la ville. Les Angevins se retirent à six lieues vers le sud, au Sap, défendu par Gautier de Clare et Raoul de Colduin[5].
- 1er octobre :  Le Sap est incendié et pris par les Angevins, mais Geoffroy d’Anjou, blessé au pied, doit se retirer malgré les renforts que lui envoie Mathilde le soir même[5].
- Octobre : le monastère du Pantocrator (« Tout-Puissant ») à Constantinople reçoit un typikon[11]. Il emploie 165 personnes. On récolte sur ses terres 200 000 tonnes de blé par an.
- Octobre : victoire galloise sur les Cambro-Normands à la bataille de Crug Mawr, près de Cardigan. Le royaume de Gwynedd annexe le Ceredigion.
- Novembre[12] : seconde expédition de l'empereur Lothaire en Italie pour soutenir le pape Innocent II contre son compétiteur Anaclet II soutenu par Roger II de Sicile.

- Robert III d'Auvergne, le nouveau comte d’Auvergne, doit transiger avec les chanoines de Brioude sur des prétentions qu’il avait poursuivies contre eux les armes à la main. Il doit faire amende honorable nu-pieds pour avoir blessé un chanoine[13].

- Jean II Comnène reconduit les avantages commerciaux de Pise[14].
- Création du diocèse de Smolensk, à l’initiative de Rostislav, fondateur de la ville[15].
- Iouri Dolgorouki fait restaurer le siège épiscopal de Rostov, vacant depuis Isaïe[16].
- Pierre Lombard arrive à Paris. Il enseigne la théologie à l’école Notre-Dame vers 1142, au plus tard en 1145[17].
- Héloïse est nommée abbesse du Paraclet par le pape Innocent II[18].
- Pierre Abélard retourne à Paris et enseigne sur la montagne Sainte-Geneviève à partir de 1136. Jean de Salisbury est son élève[19].